# Носати мајмун
Дугоноси мајмун или носати мајмун (Nasalis larvatus) је врста примата (Primates) из породице мајмуна Старог света (Cercopithecidae). 

## Распрострањење
Врста је присутна у Брунеју, Индонезији и Малезији.

## Станиште
Дугоноси мајмун има станиште на копну.

## Подврсте
Дугоноси мајмун има две подврсте:

## Угроженост
Ова врста се сматра угроженом.

### Популациони тренд
Популација ове врсте се смањује, судећи по расположивим подацима.